# Whirlpool-Galaxie
Die Whirlpool-Galaxie (auch als Strudelgalaxie, Strudelnebel, Messier 51 oder NGC 5194/5195 bezeichnet) ist eine große Spiralgalaxie im Sternbild Jagdhunde. Sie ist vom Hubble-Typ Sc, das heißt mit deutlich ausgeprägter Spiralstruktur. M 51 hat eine scheinbare Helligkeit von 8,4 mag und eine Winkelausdehnung von 11,2′ × 6,9′. Die Distanz zu unserer Milchstraße beträgt nach aktueller Messung D_M51 = 7,50 ±0,24 Mpc (3,2 % Unsicherheit), oder 24,3 ±0,8 Millionen Lichtjahre. Früher wurden Entfernungsangaben zwischen 15 und 37 Millionen Lichtjahren berechnet.
M 51 hat einen nahen, wechselwirkenden Begleiter, der im New General Catalogue als NGC 5195 verzeichnet ist (M 51 selbst hat die Nummer NGC 5194). Die Begleitgalaxie ist von irregulärem Typ, hat eine Winkelausdehnung von 5,9′ × 4,6′ und eine Helligkeit von 9,6 mag. Der Kern des Begleiters hat aber fast die gleiche Flächenhelligkeit wie M 51, sodass beide in kleinen Teleskopen kaum unterscheidbar sind.
Halton Arp gliederte seinen Katalog ungewöhnlicher Galaxien nach rein morphologischen Kriterien in Gruppen. Diese Galaxie gehört zu der Klasse Spiralgalaxien mit einem großen Begleiter hoher Flächenhelligkeit auf einem Arm (Arp-Katalog).
In M 51 findet derzeit eine außergewöhnlich aktive Sternentstehung statt, die vermutlich durch die Gezeitenwechselwirkung mit NGC 5195 verursacht wird. Deswegen hat die Galaxie einen hohen Anteil junger und massereicher Sterne, die aber mit einigen Millionen Jahren nur vergleichsweise kurzlebig sein werden. In M 51 wurden innerhalb von 17 Jahren drei Supernovae beobachtet: SN 1994I im April 1994, SN 2005cs im Juni 2005 und SN 2011dh im Mai/Juni 2011. Zwei Supernovae markierten das Ende solcher massereichen Sterne als Explosionen vom Typ Ic und vom Typ II.
M 51 ist auch interessant, weil sie eine der nächsten Galaxien mit aktivem galaktischen Kern ist, eine Seyfert-Galaxie vom Typ II. In ihrem Zentrum verbirgt sich ein supermassereiches Schwarzes Loch.

## Entdeckung
Die Galaxie wurde am 13. Oktober 1773 vom französischen Astronomen Charles Messier entdeckt und mit der Nummer 51 in seinen Katalog diffuser Objekte aufgenommen. 1845 erkannte der irische Astronom William Parsons (Lord Rosse) mit seinem gerade in Betrieb genommenen Riesenteleskop Leviathan als erster die spiralförmige Struktur des Objektes.

## Die Galaxie in verschiedenen Spektralbereichen
Die Galaxie wurde aufgrund ihrer Helligkeit und der Vielzahl der interessanten Phänomene mit verschiedenen Methoden eingehend untersucht. Im Röntgenbereich kann man deutlich die Begleitgalaxie sehen, wogegen von M 51 selbst nur der Kern ebenso hell ist. Dafür sind verschiedene Mechanismen verantwortlich. Der Kern von M 51 ist hell, weil in ihm als aktivem galaktischen Kern zahlreiche Kollisionen zwischen Gasen stattfinden, etwa Sternwinden, expandierenden Supernovaüberresten und der Akkretion der Materie in das zentrale Schwarze Loch. Die Röntgenstrahlung des Begleiters dagegen stammt wohl von den Koronae der zahlreichen Sterne vom Spektraltyp der Sonne und späteren Spektraltypen. Der ultraviolette Spektralbereich wird dagegen von den Spiralarmen von M 51 dominiert. Das liegt daran, dass dort aktive Sternentstehungsgebiete liegen und somit viele junge Sterne früher Typen, also besonders heiße Sterne, existieren, die im Ultraviolett stark strahlen. Das Sternentstehungsgebiet im Spiralarm zwischen M 51 und dem Begleiter ist besonders deutlich zu sehen. Die Sterne der Begleitgalaxie sind in diesem Spektralbereich dagegen so gut wie unsichtbar.
Im sichtbaren Licht sind die Beiträge der verschiedenen Sterne ausgewogen, man erkennt aber auch hier an der eher rötlichen Farbe des Begleiters, dass dort kaum frühe Spektraltypen existieren. Die Gasnebel, normalerweise H-II-Gebiete, die vom rosa Licht der Wasserstofflinien Hα bis Hδ dominiert werden, sind im Kontrast deutlich verstärkt, sie wären für das Auge nicht so hervorstechend. Diese Nebel stimmen sehr gut mit den helleren Ultraviolettgebieten überein, was daran liegt, dass die Wasserstofflinien der Balmer-Serie leuchten, weil die Nebel durch das ultraviolette Licht der jungen Sterne zum Leuchten angeregt werden. Im nahen Infrarot ist dagegen die Verteilung der Sterne späterer Spektraltypen zu sehen, die nur wenige 1000 Kelvin heiß sind. Sie sind einzeln zwar nicht so hell wie die Sterne früherer Typen, aber sehr viel zahlreicher vertreten. Im mittleren Infrarot ist schließlich die Verteilung des interstellaren Staubes in der galaktischen Scheibe bei verschiedenen Temperaturen von wenigen hundert Kelvin zu sehen. So erscheint zum Beispiel das Staubband im Spiralarm links unten, das das sichtbare Licht absorbiert, dunkel vor dem Spiralarm, während es im mittleren Infrarot selbst leuchtet. Das dort gelegene kleine Sternentstehungsgebiet, deutlich sichtbar im Ultaviolett und im Visuellen am Nebel, zeichnet sich auch im Staub als etwas wärmer als die Umgebung ab.

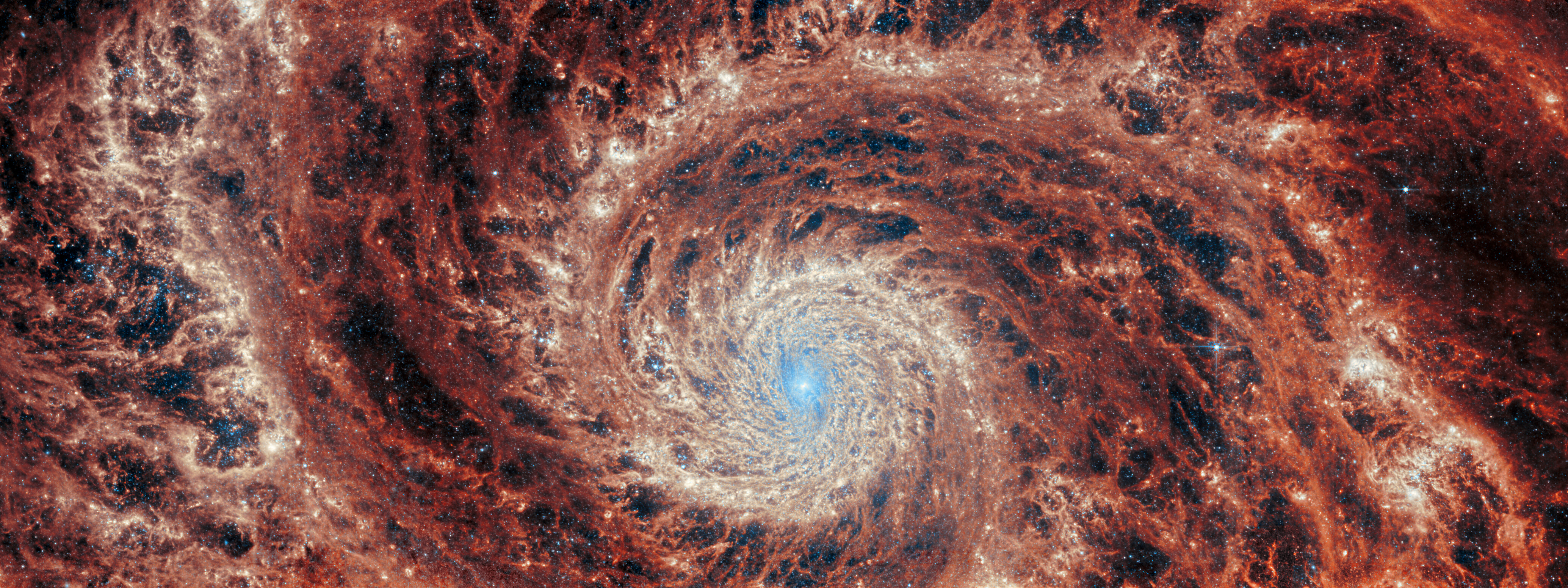
Hochauflösende Aufnahme im mittleren Infrarot mithilfe des James-Webb-Weltraumteleskops

Im Radiobereich, der hier nicht abgebildet ist, bestimmen dann wieder Gaswolken das Bild, allerdings solche mit neutralem Gas und Molekülen, wobei die Strahlung unterschiedlicher Emissionslinien ebenfalls stark unterschiedlich verteilt ist, und dadurch Rückschlüsse auf Temperatur und Dichte des Gases erlaubt. Außerdem tritt dort der aktive Kern deutlich hervor. Der Begleiter ist im Radioband wiederum deutlich dunkler als M 51 selbst, da Radiostrahlung kaum von den dort vorkommenden Sternen späten Typs, abgesehen vom Wind einzelner AGB-Sterne, oder dem Staub emittiert wird.

## Der aktive Kern

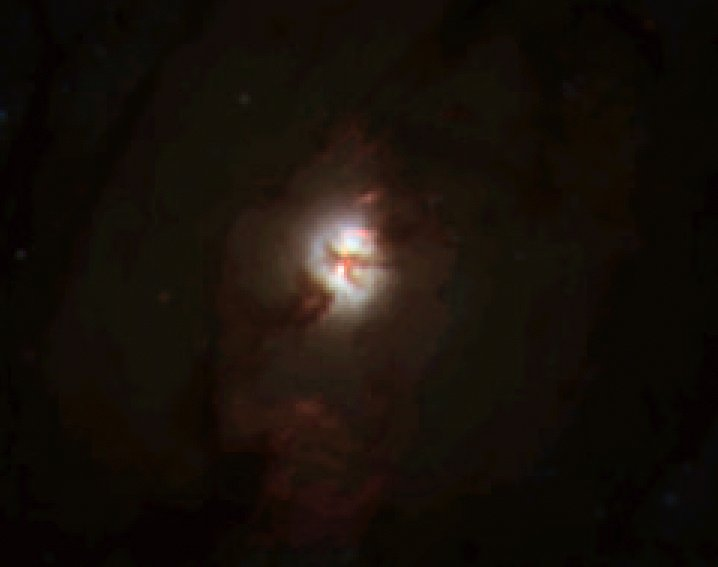
Der aktive Kern von M 51

Die helle Region umgibt den aktiven Kern der Galaxie. Auf den Bildern der ganzen Galaxie oben ist diese Region nur wenige Pixel groß im Zentrum der Spirale. Bei einer Distanz von 30 Millionen Lichtjahren hat diese Region einen Durchmesser von etwa 120 Lichtjahren. Das auf dem Bild zu sehende dunkle Band ist ein Torus aus Staub, den wir fast genau von der Seite betrachten. Auf immer besseren Bildern wurde schließlich ein heller Kern unmittelbar neben dem dunklen Band sichtbar. Man vermutete den Kern ursprünglich hinter dem Torus, nimmt aber heute an, mit diesem Punkt den eigentlichen Kern lokalisiert zu haben. Dieser Punkt, der einen Durchmesser von weniger als 5 Lichtjahren hat, hat etwa eine Million Sonnenleuchtkräfte, das gesamte Zentrum etwa hundert Millionen. Einige hundert Lichtjahre vom Kern entfernt, außerhalb des Bildes, befindet sich eine Sternentstehungsregion, die in einer solchen Nähe zum Kern unüblich ist und auch auf den Einfluss des Begleiters zurückgeführt wird.

## Beobachtung

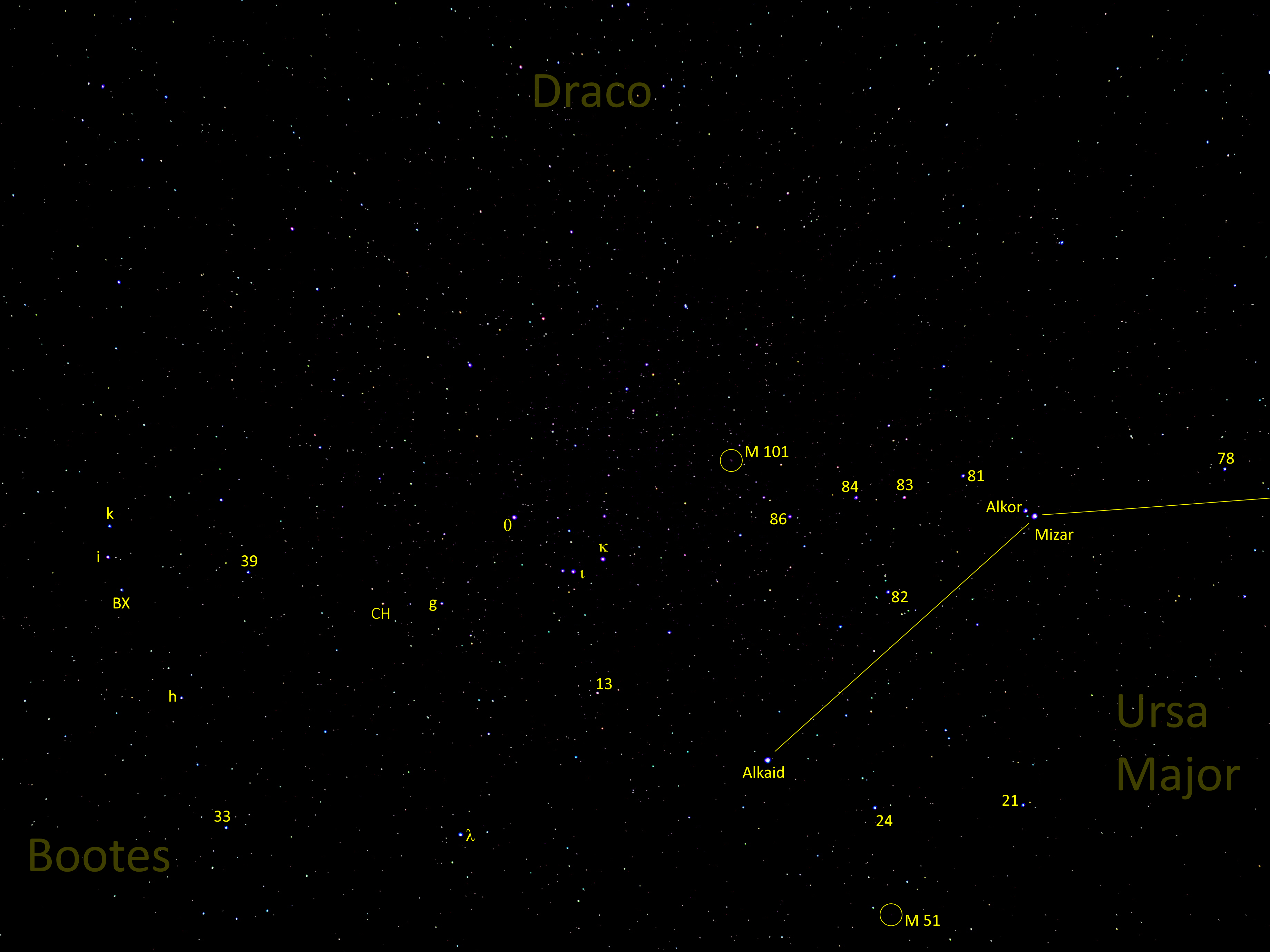
Fotografische Aufnahme mit Beschriftung einiger prägnanter Himmelsobjekte in der Umgebung der Galaxie M 51 (halb rechts unten) im benachbarten Sternbild Großer Bär (Ursa Major). Im Viertel unten rechts ist das Ende der Deichsel des Großen Wagens im Sternbild Großer Bär mit den Sternen Mizar, Alkor und Alkaid zu sehen. Im linken unteren Viertel befindet sich das Sternbild Bärenhüter (Bootes), und im oberen Bildteil grenzt das Sternbild Drache an.

M 51 ist ein interessantes Objekt für Amateurastronomen. Für die Beobachtung der Galaxie ist auf jeden Fall ein Teleskop notwendig, oder wenigstens ein Großfernglas mit überdimensionierter Öffnung. Eine visuelle Beobachtung in der Stadt ist so gut wie unmöglich, am besten sucht man sich einen Standort ohne Lichtverschmutzung. Sofern die Öffnung des Teleskops kleiner als 10 cm ist, lässt sich lediglich ein länglicher Fleck erkennen. Erst bei Öffnungen von 20 cm und mehr lassen sich die Spiralarme beobachten. Mit Hilfe der Astrofotografie ist es schon mit Teleskopen ab 80 mm Öffnung möglich, Details zu erfassen, sogar die H-II-Regionen abzulichten und dunkle Staubfahnen zu sehen.
2020 wurden Belege für den möglicherweise ersten Fund – oder die erste direkte Messung – eines extragalaktischen Planeten (Extroplaneten) vorab veröffentlicht: M51-ULS-1b in der Whirlpool-Galaxie via einer Röntgenquelle in dessen Hintergrund.